# Johann Georg Engelhard
Johann Georg Engelhard (* 8. Oktober 1747 in Scheßlitz; † 17. Oktober 1827 in Aschaffenburg) war Jurist in Kurmainz und im Großherzogtum Frankfurt und Präsident der Ständeversammlung des Großherzogtums Frankfurt im Jahr 1810.

## Leben
Johann Georg Engelhard wurde als Sohn des Administrators Franz Xaver Engelhard und seiner Frau Elisabeth geboren. Er studierte Rechtswissenschaften und wurde Revisionsrat am kurmainzerischen Revisionsgericht. Danach war er Mitglied des kurfürstlichen Hofrats- und Landesregierungs-Kollegium auf der Gelehrtenbank mit dem Titel eines Geheimen Hof- und Regierungsrates. Bis 1790 war er Zensor der gedruckten Schriften. 1803 trat er in die Dienste des Fürstprimas Karl Theodor von Dalberg und war fürstprimatischer Geheimrat und Direktor (später: Präsident) des Oberappellationsgerichtes Aschaffenburg von 1803 bis 1813.
1810 wurde er für das Departement Aschaffenburg und die Gruppe der Gelehrten und Künstler in die Ständeversammlung des Großherzogtums Frankfurt gewählt. Großherzog Carl ernannte ihn zum Präsidenten des Parlaments und verlieh ihm am 26. Oktober 1810 den Titel eines Staatsrates. Dieser Titel ist als Ehrenbezeichnung zu verstehen. Gemäß der Verfassung des Großherzogtums Frankfurt ist der Staatsrat die Regierung des Großherzogtums. Dieser gehörte Johann Georg Engelhard nicht an.